# Gare de Latour-de-Carol – Enveitg
Gare de Latour-de-Carol - Enveitg – stacja kolejowa w Enveitg, w departamencie Pireneje Wschodnie, w regionie Oksytania, we Francji. Jest zarządzany przez SNCF (budynek dworca) i przez RFF (infrastruktura). 

## Położenie
Stacja znajduje się na Portet-Saint-Simon – Puigcerda, w km 163,038, na wysokości 1231 m n.p.m., pomiędzy stacjami Porté-Puymorens i Puigcerdà. 

## Linie kolejowe
- Portet-Saint-Simon – Puigcerda
- Ligne de Cerdagne